# Acerenza
Acerenza ist eine italienische Stadt und Gemeinde mit 2074 Einwohnern (Stand 31. Dezember 2023) in der Provinz Potenza in Basilikata und Mitglied der Vereinigung I borghi più belli d’Italia (Die schönsten Orte Italiens).
In Acerenza werden Reben für den Rotwein Aglianico del Vulture angebaut.
Die Nachbargemeinden sind Cancellara, Forenza, Genzano di Lucania, Oppido Lucano, Palazzo San Gervasio und Pietragalla.

## Geschichte
Aufgrund seiner strategischen Position 800 Meter über dem Meeresspiegel war Acerenza die begehrte Beute vieler Invasoren. Im Jahr 318 v. Chr. wurde der Ort, damals Aceruntia, vom römischen Konsul Junius Bulbuco erobert. Später wurde er von den Goten und den Langobarden besetzt, die Acerenza schließlich befestigten.
1043 wurde die Stadt erobert und kam unter die Herrschaft des normannischen Grafen Asclettin I. (gest. 1045), Bruder des Rainulf, Graf von Aversa. 1061 war Acerenza dann unter der Kontrolle von Robert Guiskard, Herzog von Apulien (reg. 1059–1085).
Seit mindestens 499 war Acerenza Sitz eines Bischofs, der Legende nach wurde der erste Bischof bereits von Simon Petrus ernannt. Papst Nikolaus II. (reg. 1058–1061) erhob das Bistum zum Erzbistum Acerenza. Der erste Erzbischof war Arnald aus Cluny. Im Jahr 1080, als die Reliquien des heiligen Canius entdeckt wurden, gründete er eine neue Kathedrale im Zentrum der Stadt. 1204 wurde die Diözese mit der von Matera vereinigt.
Ab dem 16. Jahrhundert gehörte Acerenza zum Besitz der Marchese di Galatone, denen Philipp II. von Spanien am 12. April 1593 den Titel eines Herzogs von Acerenza verlieh. Der Titel kam durch Heirat an die Fürsten Belmonte, in deren Familie er heute noch geführt wird.

## Sehenswürdigkeiten
Hauptwahrzeichen der Stadt ist die Ende des 11. Jahrhunderts erbaute Kathedrale, die Santa Maria Assunta und dem heiligen Canius geweiht ist. Es handelt sich um eine romanische Basilika, die mehrmals umgebaut wurde. Sie enthält eine reich mit Schnitzereien und Fresken verzierte Krypta und eine berühmte Steinbüste, die möglicherweise den römischen Kaiser Julian oder Kaiser Friedrich II. zeigt.

## Bevölkerungsentwicklung
| Jahr      | 1861 | 1881 | 1911 | 1921 | 1936 | 1951 | 1961 | 1971 | 1981 | 1991 | 2001 | 2013 |
| Einwohner | 4272 | 4019 | 4757 | 4624 | 4788 | 5178 | 4514 | 3734 | 3425 | 3043 | 3010 | 2458 |